# Mnium austriacum
Mnium austriacum là một loài Rêu trong họ Mniaceae. Loài này được (Hedw.) Spreng. mô tả khoa học đầu tiên năm 1804.